# Georg Hesselman

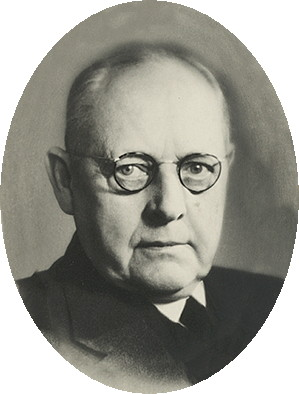
Georg Hesselman.

Bror Georg Herbert Verner Hesselman, född 8 januari 1880 i Stockholm, död 27 november  1964 i Stockholm, var en svensk byggnadsingenjör och byggmästare. Tillsammans med Karl Bergström drev han byggfirman Hesselman & Bergström som länge hörde till de ledande i Stockholm.

## Biografi
Georg Hesselman var son till fabrikören Bror August Hesselman och Maria Lovisa Hesselman, född Åberg. Han genomgick Byggnadsyrkesskolan i Stockholm 1899 och var därefter anställd som ritare hos arkitekterna Erik Lallerstedt och Ture Stenberg. 1906 godkändes han som byggmästare av Stockholms byggnadsnämnd och vann burskap 1916. Han inträdde i Murmästareämbetet 1922 med mästare nummer 219. Han blev ämbetets revisor 1934 och blev dess ålderman. 1950 hedrades han som Riddare av Vasaorden.

### Arbeten i urval
Tillsammans med ingenjör Karl Bergström, vilken han lärt känna under sin utbildningstid, bildade han firman Hesselman & Bergström, som uppförde från 1906 ett flertal nybyggnader i Stockholm, bland dem:

- Sjömansinstitutets hus
- Hasse W. Tullbergs boktryckeri
- Sånglärkan 2 (stadsvilla för ingenjören Hugo Theorell)
- Tofslärkan 8 (Arvedsons gymnastikinstitut)
- Villa Graninge (sommarhus för bankdirektör Mauritz Philipson)
- Villa Geber (villa för bankiren Philip Geber)
- Sankt Görans församlingshus
- Stockholms enskilda bank, Hornsgatan 1–3
- Stockholms enskilda bank, Kungsträdgårdsgatan 10
- Svenska Handelsbanken, Kungsträdgårdsgatan 4
- Skandinaviska Banken, Gustav Adolfs torg 22
- Huvudbyggnad för Stockholms handelshögskola

### Bilder

Arbeten i urval
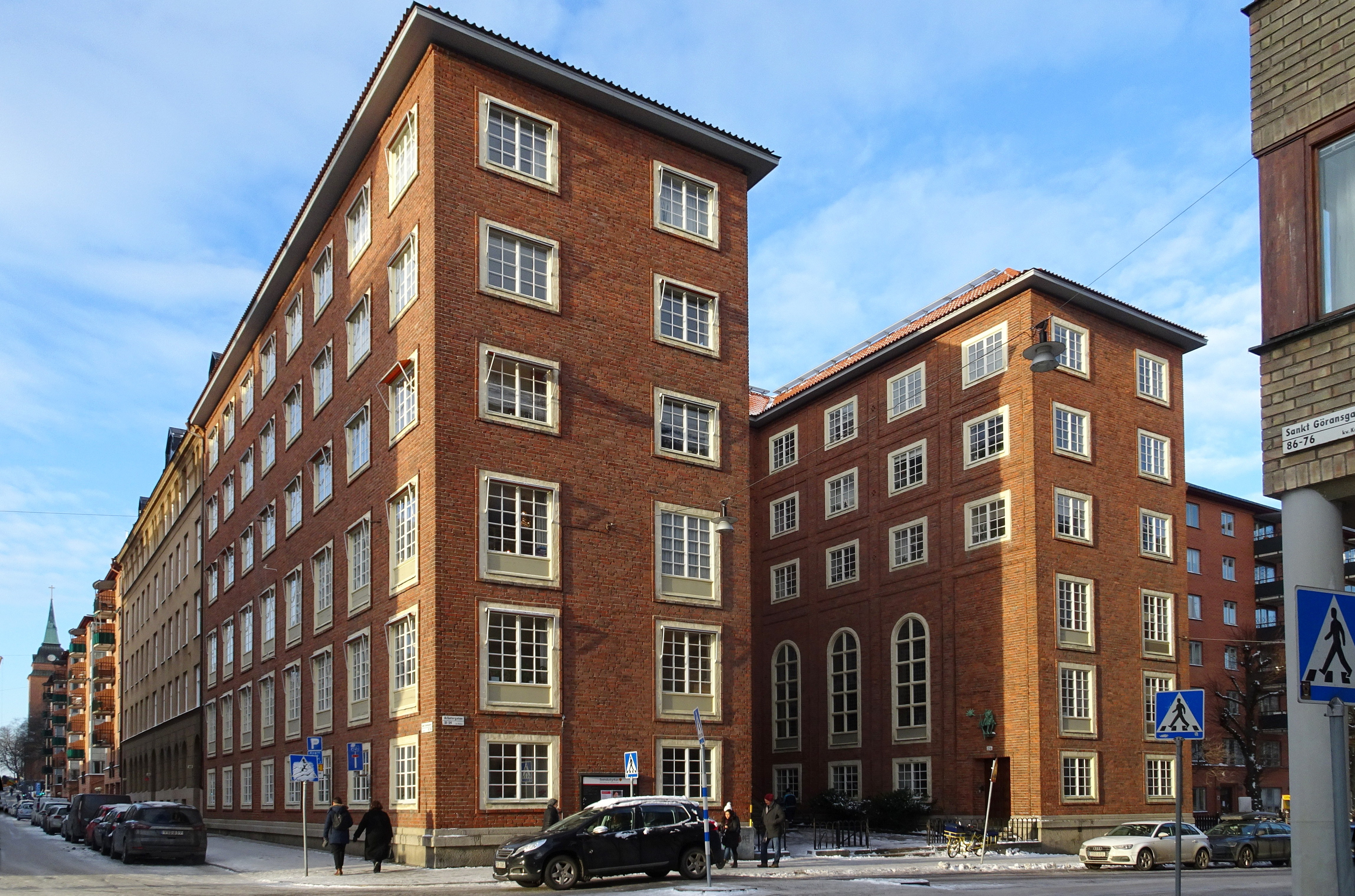
Sankt Görans församlingshus.
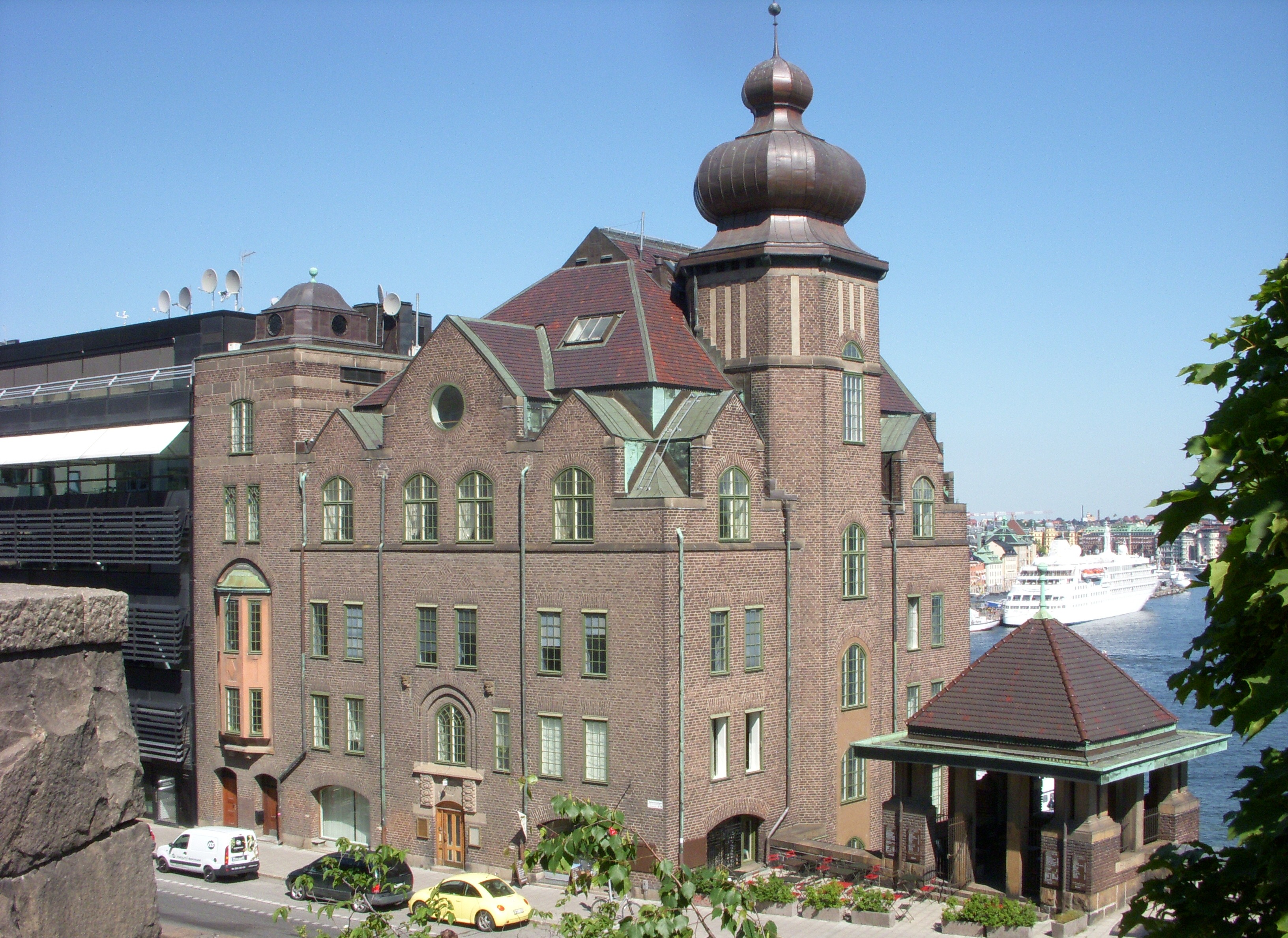
Sjömansinstitutets hus.
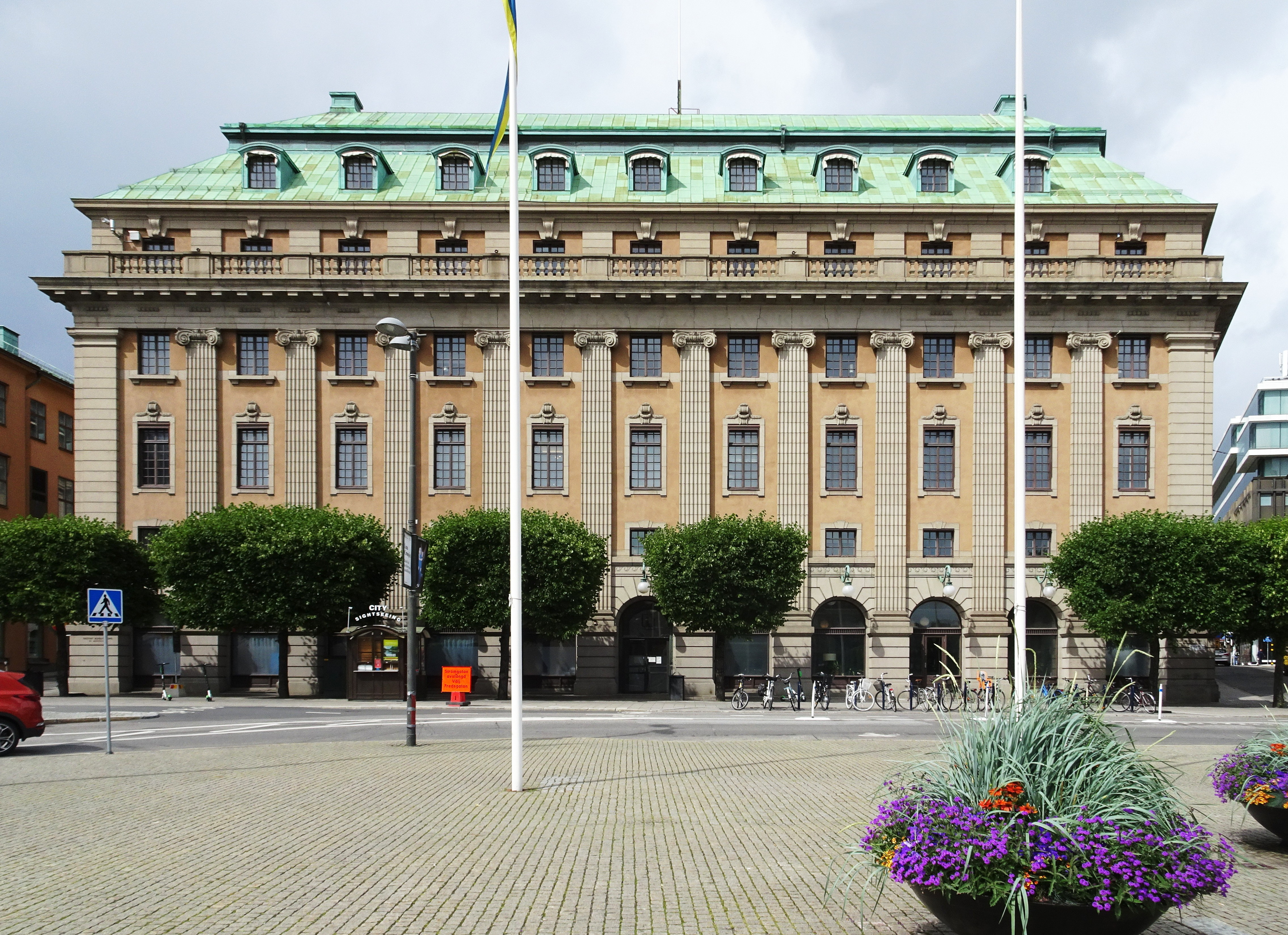
Skandinaviska Banken, Gustav Adolfs torg 22.
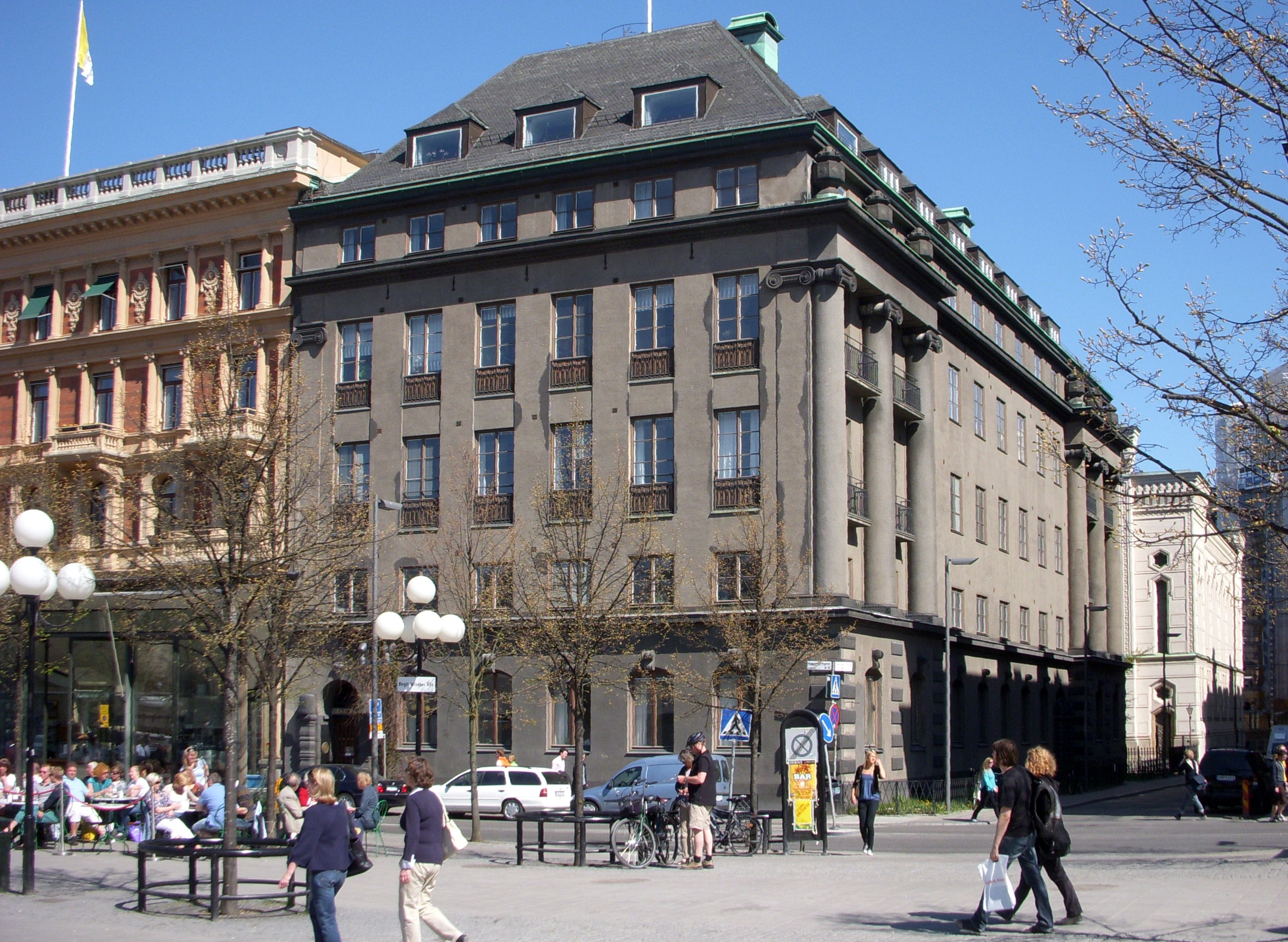
Stockholms enskilda bank, Kungsträdgårdsgatan 10.

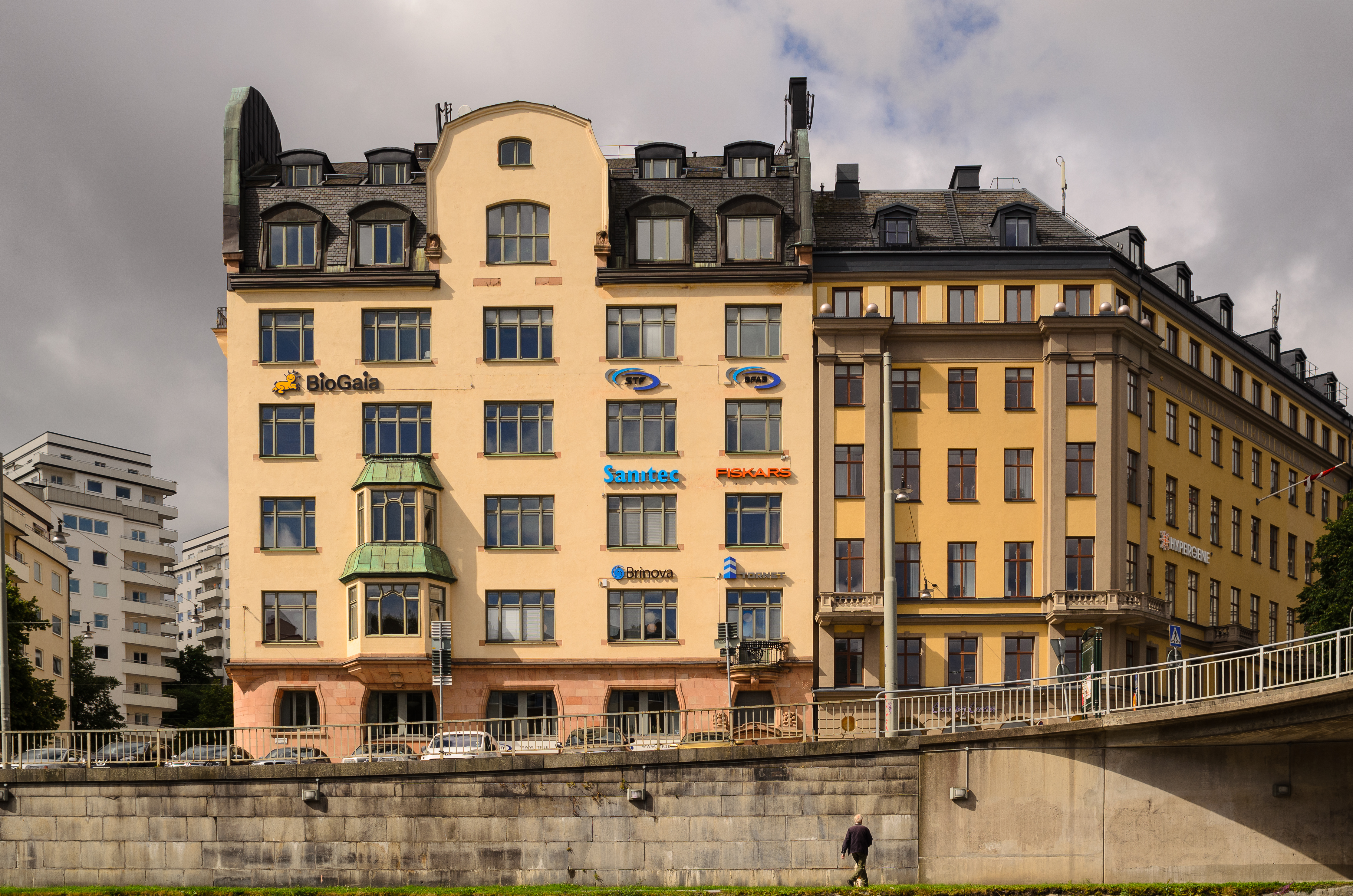
Hasse W. Tullbergs boktryckeri.
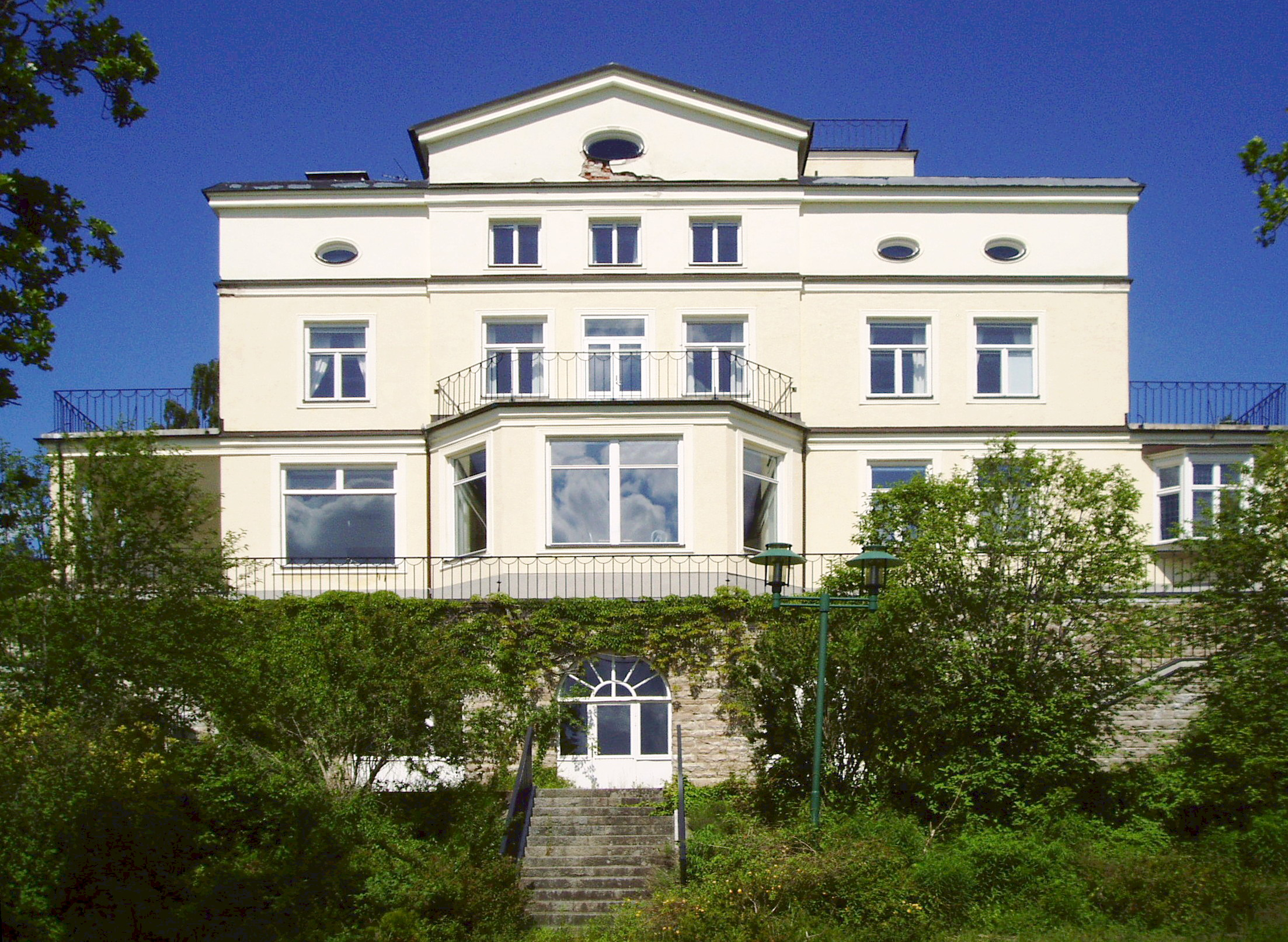
Villa Graninge (sommarhus för bankiren Mauritz Philipson).
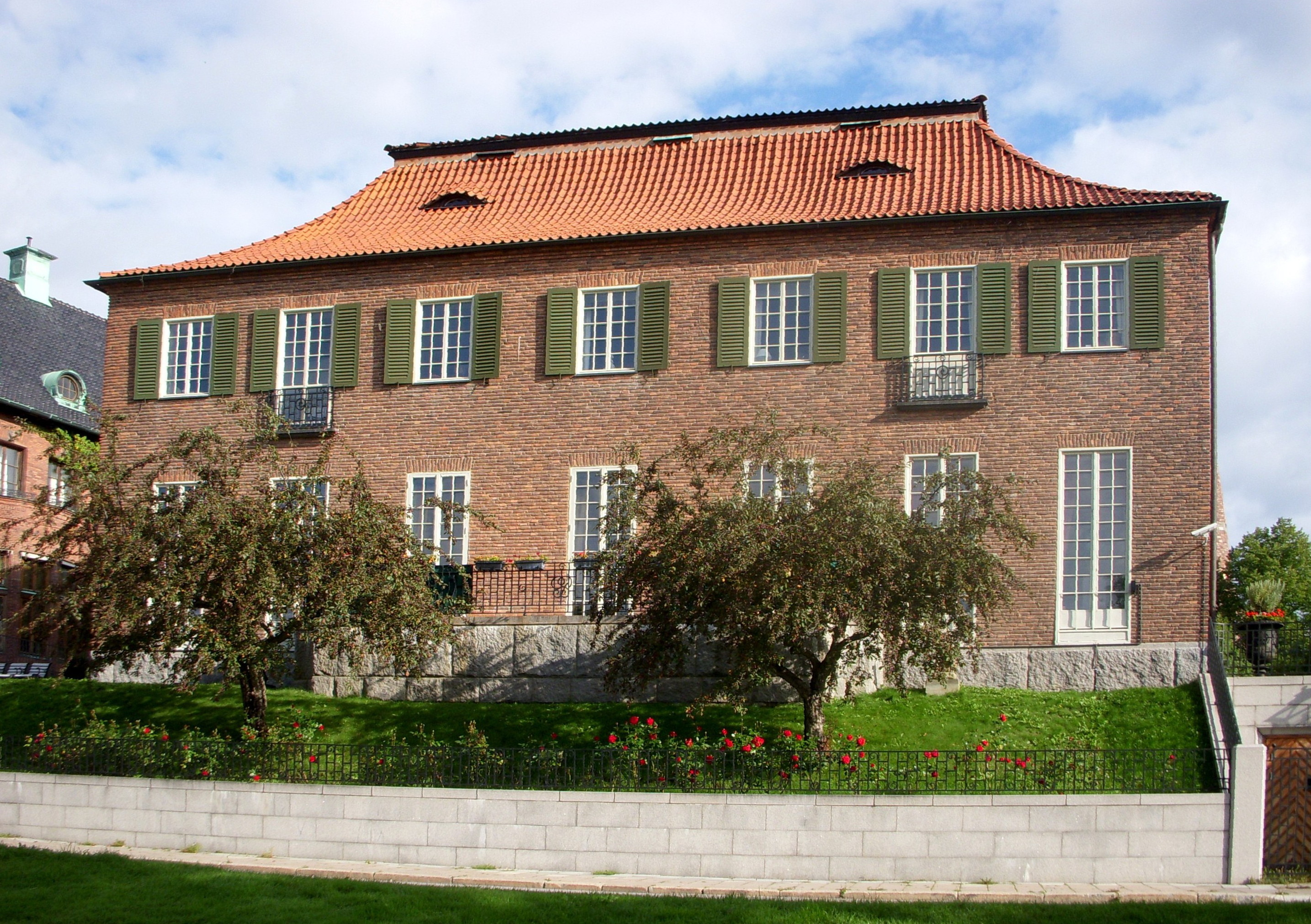
Villa Geber (stadsvilla för bankiren Philip Geber).
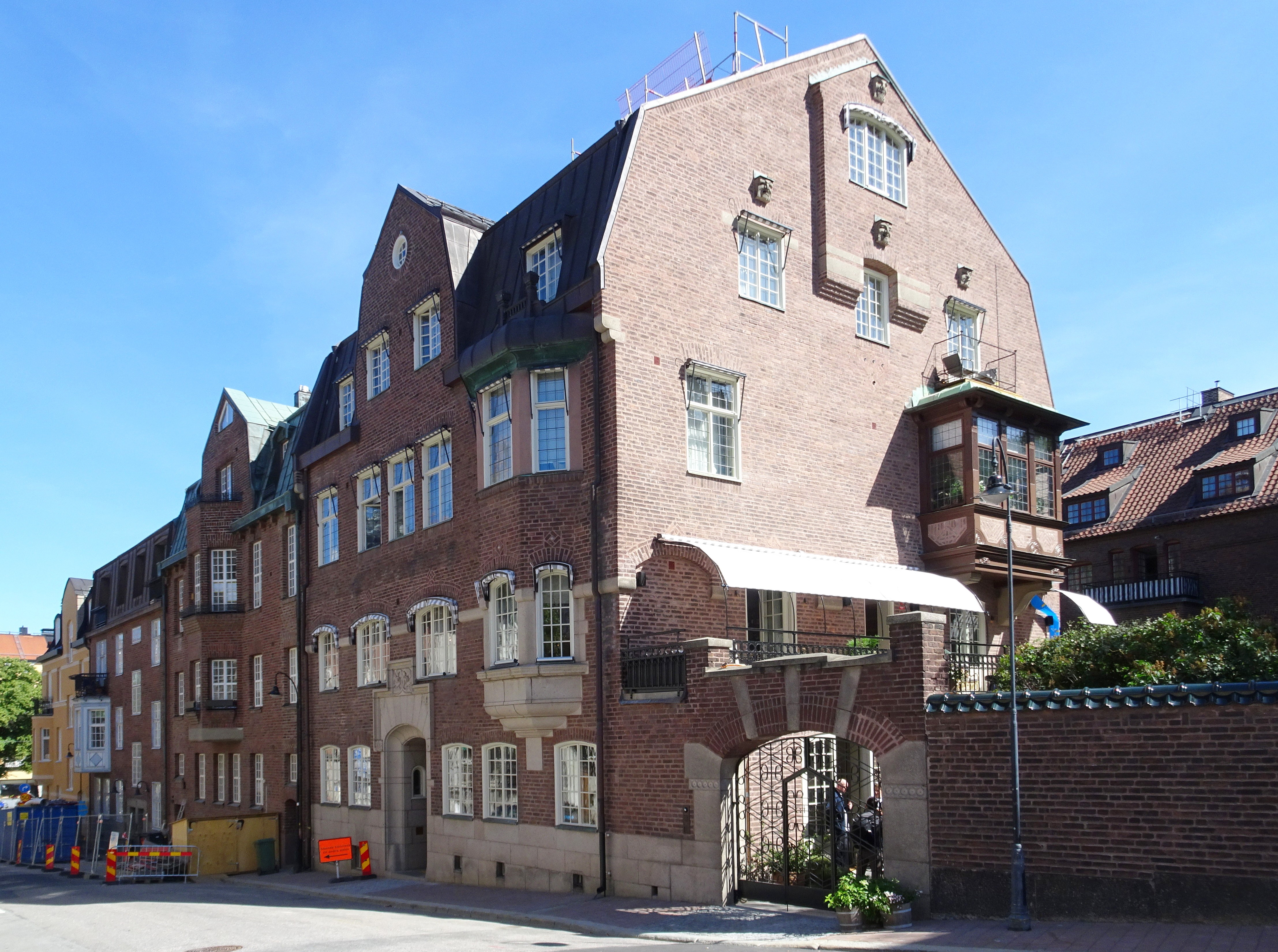
Sånglärkan 2 (stadsvilla för ingenjören Hugo Theorell.

### Publikationer
- Från skråhantverk till byggnadsindustri : om husbyggen i Stockholm 1840-1940
- Historik över byggnadsyrket i Stockholm 1250-1950
- Något om husbyggen i Stockholm 1860-1920
- Julin, Henning; Hesselman Bror Georg Herbert Verner (1948). Ett storbygge för hundra år sedan.: Rannsakningsfängelset Myntagatan 6. [Illustr.]. Stockholm. Libris 2731328

### Familj
Georg Hesselman var far till Ulla Eklöf (1912–2008) och bror till Bengt Hesselman (1875–1952),  Henrik Hesselman (1874–1943) och Jonas Hesselman (1877–1957). Han var gift med Gerda Carolina Amalia Hesselman (född Mårtensson-Gripe). Georg Hesselman fann sin sista vila på Norra begravningsplatsen där han gravsattes den 18 december 1964 i familjegraven.

### Noter

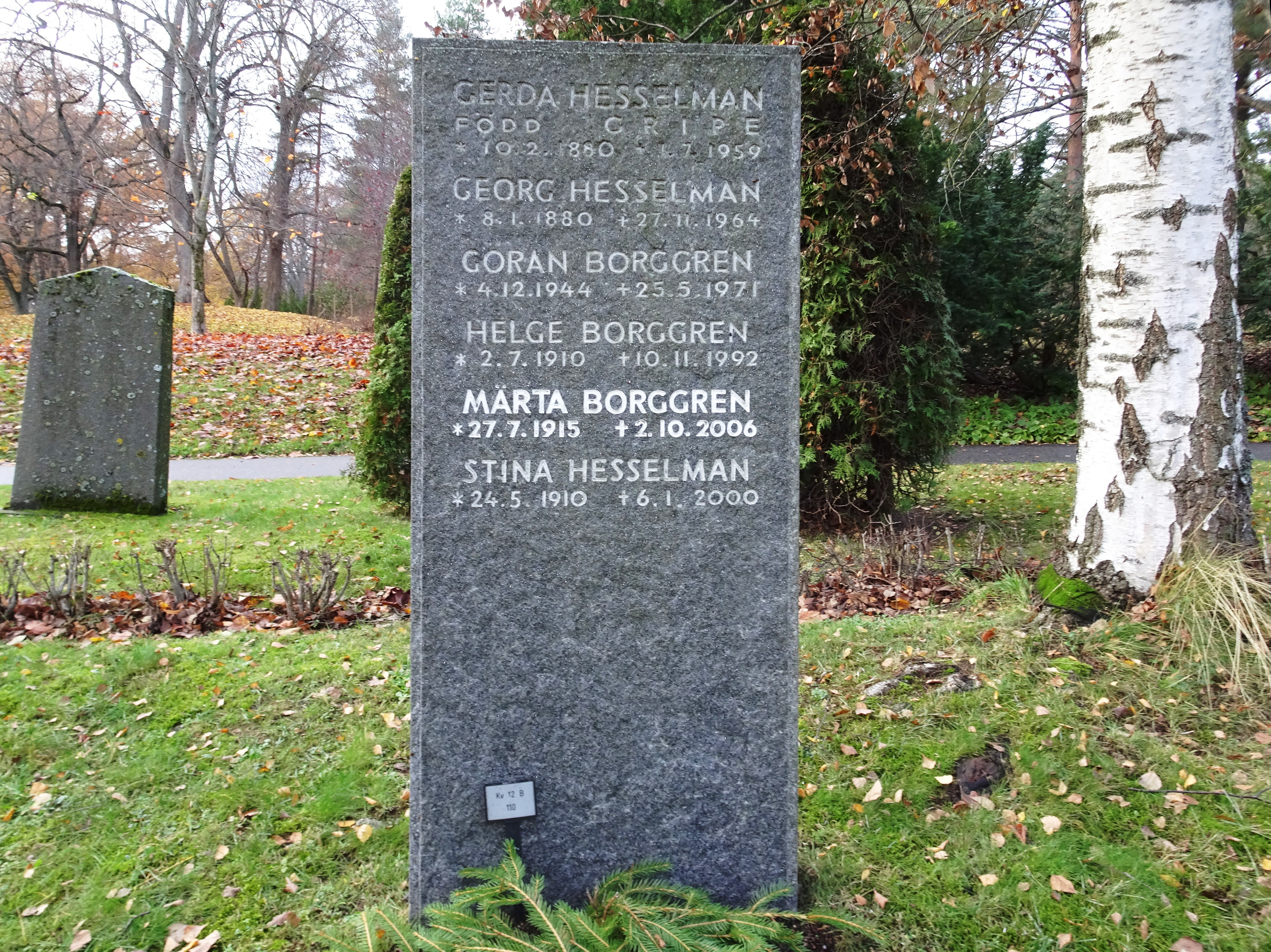
Hesselmans familjegrav på Norra begravningsplatsen.